# Graphania pelistis
Graphania pelistis là một loài bướm đêm trong họ Noctuidae.